# 戈登·斯普里格
戈登·斯普里格爵士（英語：Sir Gordon Sprigg，1830年—1913年2月4日），開普殖民地第二任首相，1878-1881年、1886-1890、1896-1898年、1900-1904年間四度拜相，總計在位14年零兩個月。任內摒棄首任首相多民族團結方針，一改前任對各民族的包容作風，而對南非原住民採強硬軍事管制政策，內閣亦以英國人為主。
獲英國樞密院顧問官（PC）與聖米迦勒及聖喬治勳章（GCMG）勳銜。

## 早年
生於英格蘭伊普斯維奇。後移民開普殖民地。

## 引用文獻
1. ↑  Molteno, P. A. The Life and Times of John Charles Molteno. Comprising a History of Representative Institutions and Responsible Government at the Cape, Volume II. London: Smith, Elder & Co., Waterloo Place, 1900. p.214.